# Avard
Avard é uma cidade  localizada no estado norte-americano de Oklahoma, no Condado de Woods.

## Demografia
Segundo o censo norte-americano de 2000, a sua população era de 26 habitantes. 
Em 2006, foi estimada uma população de 25, um decréscimo de 1 (-3.8%).

## Geografia
De acordo com o United States Census Bureau tem uma área de 
0,5 km², dos quais 0,5 km² cobertos por terra e 0,0 km² cobertos por água. Avard localiza-se a aproximadamente 450 m acima do nível do mar.

## Localidades na vizinhança
O diagrama seguinte representa as localidades num raio de 32 km ao redor de Avard. 